# Traînière

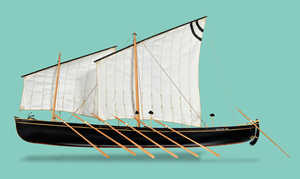
Traînière de pêche manœuvrée à la rame et la voile

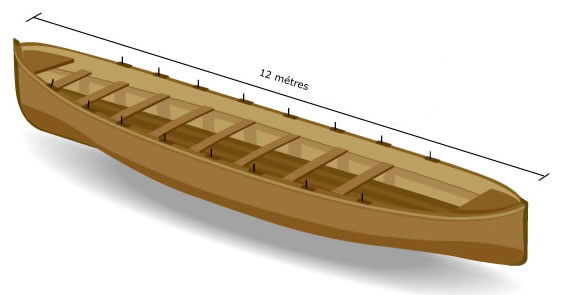
Illustration d'une traînière de pêche à la sardine ou à l'anchois

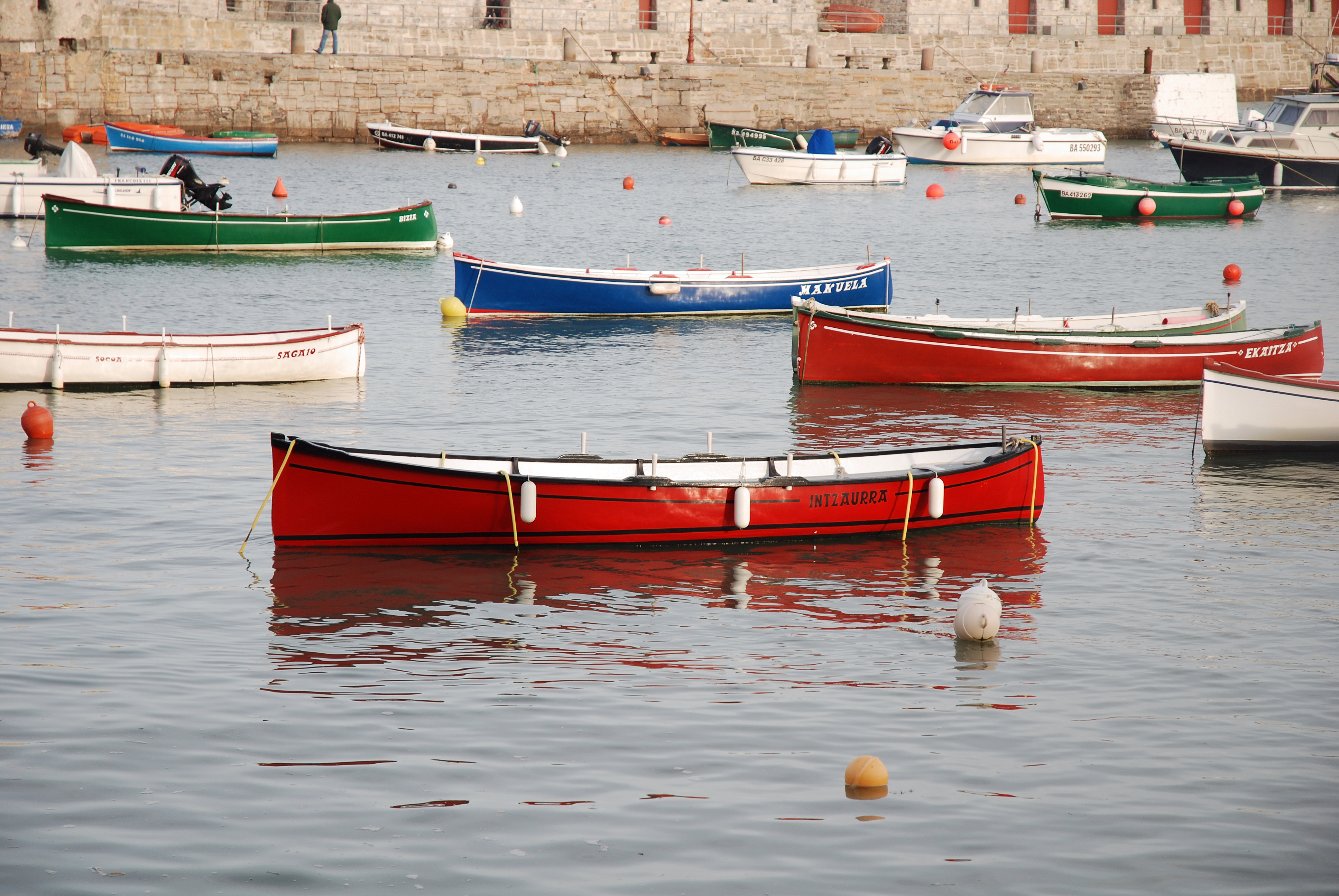
Battelekus dans le port de Socoa.

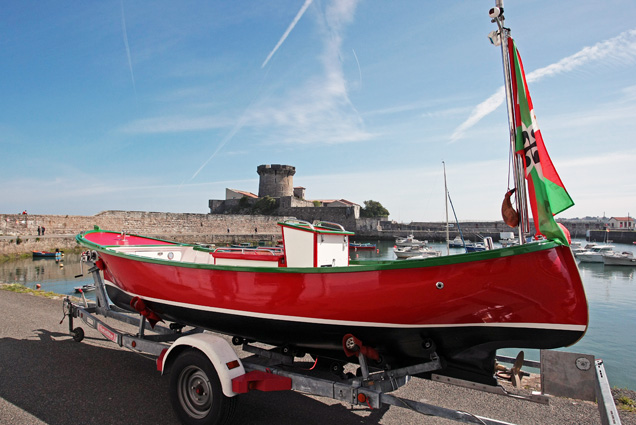
Chipironier tout neuf en bois, typique de la construction navale basque avec son étambot arrière inversé très prononcé construit par le charpentier de marine basque Otsoerroi Larrieu, photographié à Socoa le 24 mai 2023. La ressemblance de la coque avec celles des traînières est évidente

La traînière est l’une des unités de pêche traditionnelle côtière du littoral basque. En bois à l'origine, d'une longueur de 5,50 à 12 mètres ses lignes sont caractéristiques de la longue tradition de construction navale basque du Pays basque. D'abord manœuvrées à la voile et à l’aviron, ce type de propulsion a beaucoup influencé l’architecture des bateaux de navigation côtière. Elle a produit des bateaux aux formes longues, étroites, légères et à faible tirant d’eau, formes qui opposaient peu de résistance à l'avancement. Bien qu'initialement conçues pour fonctionner à la rame, elles accueillirent les premiers moteurs à vapeur marins au début du XXe siècle puis des moteurs à essence et enfin des diesels, à partir de 1920. On peut découvrir dans les ports basques encore des bateaux de pêche jusqu'à 30 mètres ayant une forme de coque descendante directement des traînières soit une proue généralement droite, un peu saillante et très tulipée, les flancs légèrement frégatés, la poupe pincée, la tonture positive est relativement marquée. Les chipironiers à moteur sont dernière évolution des petites traînières de pêche. L'équipage est composé de 1 à 14 hommes. Aujourd'hui les traînières ont été reconverties en vaisseaux de course.
Il en existe de différentes tailles, des batels ou batteleku, le plus petit modèle, le batteleku se pratique à trois : un barreur qui regarde vers l'avant (proue), et deux rameurs l'un derrière l'autre face à la poupe. Ils rament ensemble sur le côté bâbord. Des modèles plus grands existent, comptant jusqu'à quatorze rameurs (deux par rangs, un barreur à la poupe, un rameur à la proue). Les bancs sont fixes.
Les anciennes traînières de pêche étaient principalement destinées à la pêche à l'anchois à la bolinche (senne coulissante). L’apparition spontanée de la traînière coïncide avec la pénurie de morue en salaison, à la suite de la signature du traité d’Utrecht. Cette situation aiguisa l’ingéniosité des pêcheurs de pêche côtière, qui cherchèrent à multiplier les captures de sardines devant servir d’aliment de remplacement. Duhamel du Monceau attribue l’invention de la senne à un pêcheur anonyme de Hondarribia dans la première moitié du XVIIIe siècle. Inventeur également de la traînière rapide et manœuvrable nécessaire à son usage. La traînière était une embarcation légère. Propulsée sur la crête des vagues par douze rameurs et dotée d’une quille offrant un minimum de section arquée, elle pouvait effectuer un virement de bord très fermé, pour larguer à bâbord une senne, en basque xerkua. Ce filet, comme son nom l’indique, fut conçu pour encercler le poisson. Il était de relativement petite dimension pour manœuvrer avec toute la rapidité que la nouvelle technique de pêche exigeait.

## Étymologie
Son nom dérive du mot traina, qui est un filet de maille très dense utilisée pour les captures, surtout, d'anchois et de sardine.

## Origine des régates de traînières
La première anecdote connue date du 22 juillet 1719. Un équipage de Bermeo affronte un équipage de Mundaka pour un enjeu de taille : l’île d'Izaro, qui est gagnée par les bermeotarrak (gentilé basque de Bermeo). Mais beaucoup d’autres régates ont sans doute eu lieu bien avant pour d’autres motifs : être les premiers sur les lieux de pêche ou de retour pour la vente.
Aux XVIIIe et XIXe siècles les régates sont presque toujours les conséquences de défis. Il y a de nombreuses compétitions de traînières sur la côte nord cantabrique.

## La trainière aujourd'hui
Après avoir été pendant longtemps construite en bois, la trainière (devenue véritable F1 de la rame) est construite depuis 1995 en matériaux composites (Carbone et Kevlar). Son poids est passé de 700 kilos environ à 200 kilos.
Les régates d’aujourd’hui n’ont bien sûr rien à voir avec la régate d’Izarro. Les clubs, au nombre de 80 environ sur la seule côte Cantabrique, sont regroupés autour des fédérations d’aviron. Les rameurs qui ont une discipline et une préparation de sportifs de haut niveau, commencent leurs entraînements fin octobre début novembre, pour être fin prêts pour la saison qui commence en mai pour la trainerilla et fin juin pour la trainière.
On retrouve beaucoup de rameurs olympiques dans les bancs des trainières. Les grands clubs comme Orio, Ur Kirolak, Pasajes San Juan, Donosti Arraun, Hondarribia et autres Santurce (Santurtzi en basque)... sont des clubs qui s’illustrent aussi bien dans une discipline que dans l’autre au niveau international.
Depuis 1998 un championnat de ligue qui regroupe les 30 meilleurs équipages de la côte Cantabrique, démarre début Juillet pour se terminer début septembre. Les régates se déroulent en mer pour les régates A et en rivière ou en estuaires pour les régates B. Chaque équipage dispute entre 15 et 20 régates de trainière dans les deux mois de saison.
Les régates se disputent sur une distance de trois milles marins, soit 5 556 mètres, en 4 longueurs et trois Ziaboga (contournement de bouée) et dure une vingtaine de minutes. Le record établi est actuellement de 19 min 23 s 57 le 8 septembre 1993 par PASAIA San Pedro à la Concha à Saint-Sébastien.
La première régate de la saison se dispute dans la baie de Saint-Jean-de-Luz - Ciboure. Donibane Ziburuko Estropadak c’est son nom, a lieu le dernier dimanche de juin ou le premier de juillet et attire entre 20 et 30 000 spectateurs et fait l’objet de nombreux reportages aussi bien écrits que télévisés ou radiodiffusés. C’est la seule régate, pour le moment, qui a lieu en France. Ur Joko est le club d'aviron de Saint-Jean-de-Luz (Pyrénées-Atlantiques - France). Sa couleur est le rouge, et le nom de sa trainière Ipar Haizea (vent du nord en euskara). C'est le club organisateur du Drapeau de Saint-Jean-de-Luz.
Enfin le plus grand et le plus huppé des rendez vous de trainières a lieu les deux premiers dimanches de septembre. Saint-Sébastien, accueille depuis 1879, les huit meilleurs bateaux de France et d’Espagne en des régates qui attirent plus de 100 000 personnes autour de la baie de la Concha. Retransmises en direct par la télévision et une vingtaine de radios, elles sont l’événement sportif phare de la saison estivale en Pays basque.

## Caractéristiques
Actuellement, une traînière à un équipage de 14 hommes, 13 rameurs et un barreur.
La forme de sa coque peut être définie de la manière suivante : La proue est généralement droite, un peu saillante et très tulipée, les flancs légèrement frégatés, la poupe pincée, l'étambot inversé très prononcé, la tonture positive est relativement marquée. Les bordés sont très pincés. Une ferrure en acier (bande molle traditionnellement en bronze) de protection, est apposée tout le long sous la quille, de l'étrave à l'étambot.
Les traînières sont un exemple clair de l'utilisation d'une technique de travail qui disparaît au fil du temps, et donnant lieu aujourd'hui à la compétition et au jeu. De nos jours c'est un bateau sportif d'aviron de banc fixe avec une réglementation stricte quant au poids, dimensions, etc.

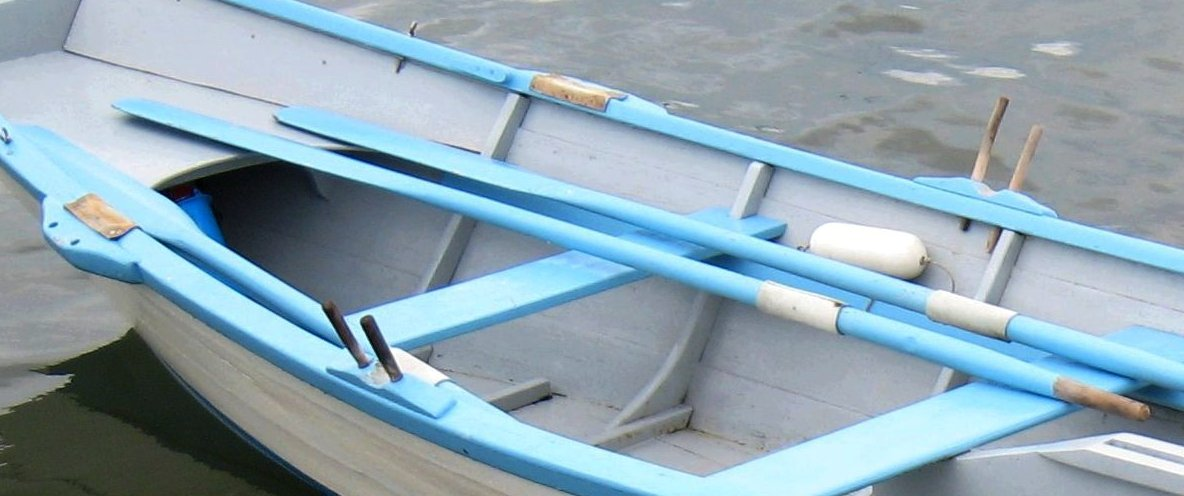
Double tolet sur une embarcation.

Le processus de fabrication dure au moins un mois à un mois et demi. On réalise un plan à l'échelle du bateau, en se basant des mesures standard de 12 mètres de longueur, 95 centimètres de proue, 75 centimètres de poupe et 60,5 cm d'entrepont. Le poids total du bateau en incluant les tolets, le banc (fixe) et toletera ne doit pas excéder 200 kg.
Le matériel utilisé pendant des années était le bois dans sa totalité, de cèdre et de hêtre. Actuellement[Quand ?], le matériel utilisé est la fibre de carbone et le kevlar pour réaliser des bateaux avec des techniques d'aéronautique, semblables à celles appliquées dans la construction du fuselage de l'avion Airbus A380.
Le bateau moderne est d'une seule pièce et a davantage de résistance que les précédents. La vie d'un bateau dans un club important est généralement de deux ou trois années. Une traînière, en 2008, coutait environ 25 000 euros. Les avirons, comme les bateaux, étaient de bois mais aujourd'hui, comme les traînières, ont évolué jusqu'à la fibre de carbone.
Un équipage de traînière est composé de 14 personnes, 13 rameurs plus un barreur. Les rameurs sont répartis en six rangs de 2 rameurs plus le rameur de proue, qui est seul sur son banc. Dans chaque banc, excepté en proue, un rameur rame par bâbord et un autre par tribord, de dos, c'est-à-dire, en regardant vers la poupe. Le barreur, qui va communément debout dans la poupe surveillant la proue, est celui qui dirige le bateau avec le gouvernail de direction (rame plus longue).
Seules les régates de traînières des clubs représentants toute la côte nord cantabrique participent : la Galice, la Principauté des Asturies, la Cantabrie, le Pays basque espagnol et le Pays basque français (Pyrénées-Atlantiques) ; et indépendamment du prix en espèces de chaque régate, le club vainqueur aura le traditionnel drapeau de la localité qui fait valoir la compétition ou du sponsor de cette dernière.

## Principales régates

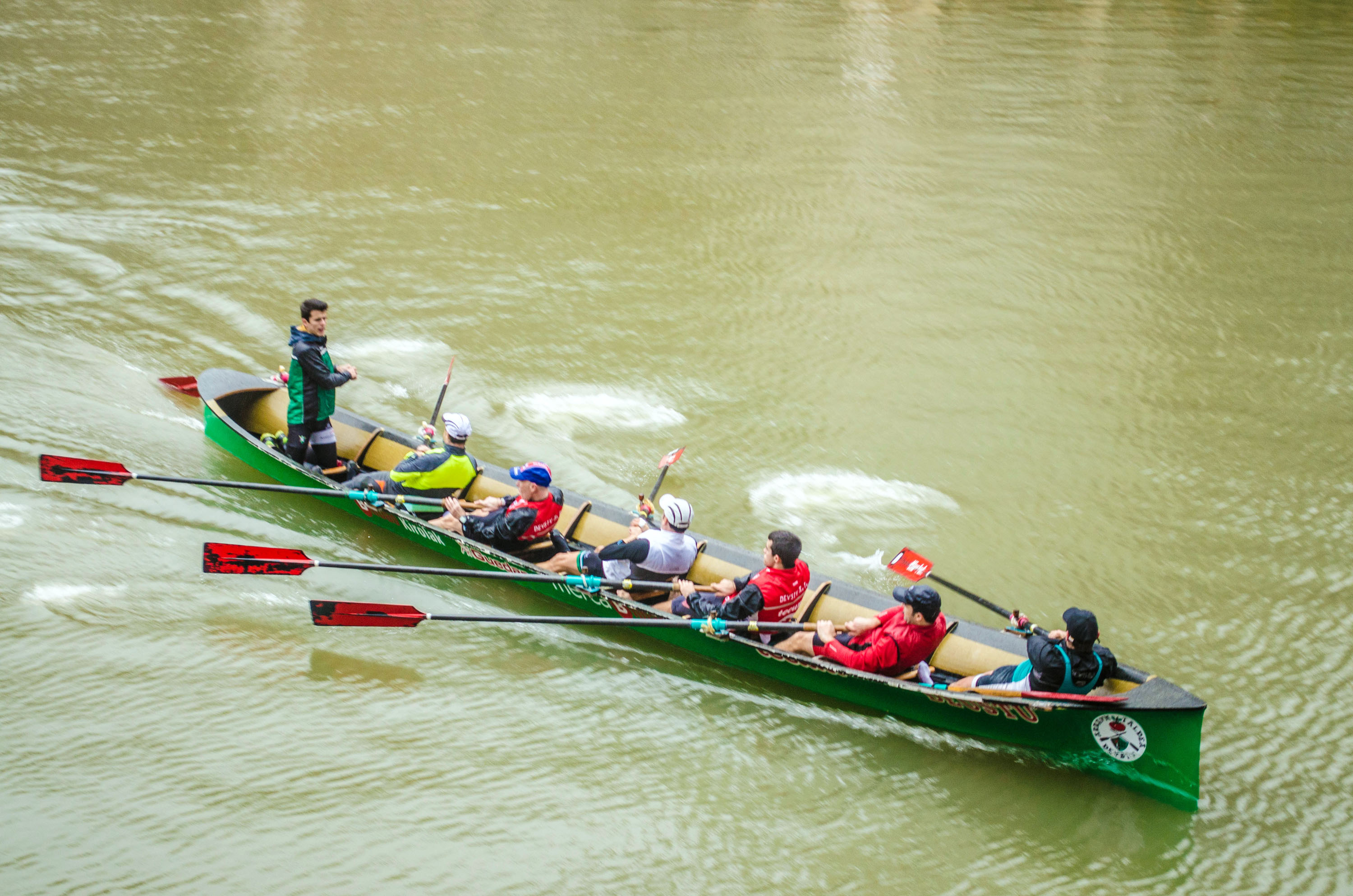
Traînière sur le Nervion à Bilbao

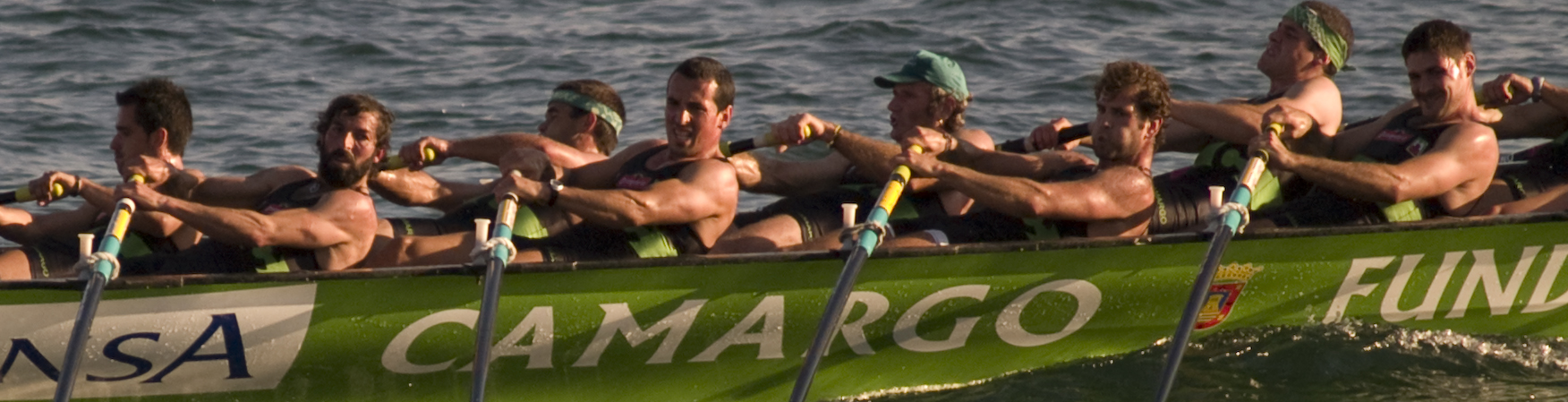
Rameurs du club d'aviron Camargo.

Le calendrier est actuellement composé de :
- « Descentes » (normalement d'une rivière), en début de saison ;
- À partir de juin commencent les régates qui ne sont pas incluses dans les ligues ;
- Les régates des ligues (Ligue San Miguel-ACT, Ligue ARC et Ligue LNT) en juillet et août ;
- Championnats régionaux et le championnat d'Espagne de trainières.

Parmi toutes celles-ci il faut souligner les trois plus anciennes du calendrier : Drapeau de Santander, Grand Prix du Nervion et du Drapeau de La Concha. Ces trois régates, de par leur situation (les trois capitales de province, Santander, Bilbao et Saint-Sébastien), ont été historiquement les meilleures et les plus célèbres.